# Torre Picasso
Torre Picasso je mrakodrap v Madridu. Má 43 podlaží a výšku 157 metrů. Navrhla jej firma Minoru Yamasaki & Associates. Výstavba probíhala v letech 1982 – 1988. Po jeho dokončení se stal nejvyšší budovou města. Toto prvenství mu náleželo až do roku 2007, kdy jej překonal mrakodrap Torre Emperador Castellana (původní pojmenování Torre Espacio).